# Алмаз

Элементарная ячейка алмаза

Алма́з (от пратюрк. almaz, букв. «неподдающийся», через араб. ألماس‎ [’almās] из др.-греч. ἀδάμας «несокрушимый») — минерал, кубическая аллотропная форма углерода.
При нормальных условиях метастабилен, то есть может существовать неограниченно долго. В вакууме или в инертном газе при повышенных температурах постепенно переходит в графит. Самый твёрдый минерал по шкале эталонных минералов твёрдости Мооса.
Возраст самого древнего обнаруженного алмаза составляет 3,6 миллиарда лет.

## Физико-механические свойства
Главные отличительные черты алмаза — высочайшая среди минералов твёрдость (и в то же время хрупкость), наиболее высокая теплопроводность среди всех твёрдых тел — 900—2300 Вт/(м·К), большой показатель преломления и высокая дисперсия. Алмаз является широкозонным полупроводником с шириной запрещённой зоны 4,57 эВ. У алмаза очень низкий коэффициент трения по металлу на воздухе — всего 0,1, что связано с образованием на поверхности кристалла тонких плёнок адсорбированного газа, играющих роль своеобразной смазки. Когда такие плёнки не образуются, коэффициент трения возрастает и достигает 0,6—1,0. Высокая твёрдость обуславливает исключительную износостойкость алмаза на истирание. Для алмаза также характерны самый высокий (по сравнению с другими известными материалами) модуль упругости и самый низкий коэффициент сжатия.
Энергия кристалла составляет 105 Дж/моль, энергия связи 700 Дж/моль — менее 1 % от энергии кристалла.
Температура плавления алмаза составляет примерно 3700—4000 °C при давлении ~11 ГПа. На воздухе алмаз сгорает при 850—1000 °C, а в струе чистого кислорода горит слабо-голубым пламенем при 720—800 °C, полностью превращаясь в углекислый газ. При нагреве до 2000 °C без доступа воздуха алмаз спонтанно за 15—30 минут переходит в графит и взрывообразно разрушается на мелкие части, при температурах более 2000 K поведение термодинамических характеристик алмаза (теплоёмкость, энтальпия) с ростом температуры приобретает аномальный характер.
Средний показатель преломления бесцветных кристаллов алмаза в жёлтом цвете равен примерно 2,417, а для различных цветов спектра он варьируется от 2,402 (для красного) до 2,465 (для фиолетового). Зависимость показателя преломления от длины волны называется дисперсией, а в геммологии этот термин имеет специальное значение, определяемое как разница показателей преломления прозрачной среды при двух определённых длинах волн (обычно для пар фраунгоферовых линий λB = 686,7 нм и λG = 430,8 нм или λC = 656,3 нм и λF = 486,1 нм). Для алмаза дисперсия DBG равна 0,044, а DCF = 0,025.
Одним из важных свойств алмазов является люминесценция. Под действием солнечного света и особенно катодных, ультрафиолетовых и рентгеновских лучей алмазы начинают люминесцировать — светиться различными цветами. Под действием катодного и рентгеновского излучения светятся все разновидности алмазов, а под действием ультрафиолетового — только некоторые. Рентгенолюминесценция широко применяется на практике для извлечения алмазов из породы.
Большой показатель преломления, наряду с высокой прозрачностью и достаточной дисперсией показателя преломления (игра цвета), делает алмаз одним из самых дорогих драгоценных камней (наряду с изумрудом, рубином и александритом, которые соперничают с алмазом по цене).
Алмаз в естественном виде не считается красивым. Красоту придаёт алмазу огранка, создающая условия для многократных внутренних отражений. Огранённый особым образом (Гущинская форма) алмаз называется бриллиантом.

### Структура
Кристаллы кубической сингонии (гранецентрированная решётка), пространственная группа Fd3m, параметры ячейки a = 0,357 нм, Z = 8. Атомы углерода в алмазе находятся в состоянии sp³-гибридизации. Каждый атом углерода в структуре алмаза расположен в центре тетраэдра, вершинами которого служат четыре ближайших атома. Именно прочная связь атомов углерода объясняет высокую твёрдость алмаза.

Схематическое изображение кристаллической решётки алмаза

### Окраска
Большинство окрашенных ювелирных алмазов — алмазы жёлтого и коричневого цвета. Для алмазов жёлтых оттенков характерен дефект структуры Н-3. В зависимости от концентрации этих дефектов возможны оттенки жёлтого цвета от едва уловимых до ясно видимых. В бесцветных алмазах, в которых даже спектрофотометром не удаётся зафиксировать наличие Н-3 дефектов, они также могут присутствовать, если присутствует голубая люминесценция. Только 10—12 % всех исследованных алмазов с ясно видимым жёлтым оттенком, указывающим на присутствие Н-3 центров, не имели голубой люминесценции или она была ослаблена. Это вызвано наличием примесей в структуре алмаза, вызывающих тушение люминесценции. Важным оптическим свойством Н-3 центра является то, что голубой цвет люминесценции является дополнительным к жёлтому оттенку окраски. Это означает, что при равенстве зрительных реакций от интенсивностей излучений этих оттенков их суммарная реакция на глаз оценщика будет такой же, как от бесцветного (белого) излучения; то есть при определённых условиях жёлтый оттенок окраски компенсируется голубым оттенком люминесценции. В общем случае имеется неравенство интенсивностей окраски по зонам и неравенство визуальных реакций от жёлтого цвета окраски и голубого цвета люминесценции. Можно рассматривать люминесценцию как фактор «компенсации» жёлтой окраски, действующий со знаком «плюс» или «минус». Из этого следует ряд практических выводов, важных для некоторых аспектов оценки алмазов и их разметки перед распиливанием.
Необходимо учитывать совместное воздействие на глаз сортировщика жёлтого оттенка окраски и голубого оттенка люминесценции кристалла. Поэтому следует алмазы первого цвета разделять на те, из которых могут получиться бриллианты высших цветов, и на те, из которых они не могут быть получены. При входном контроле кристаллов из общего числа следует извлечь все нелюминесцирующие алмазы без малейшего присутствия жёлтого оттенка (допускается слабый коричневый нацвет) и с пропусканием более 70 %. Эти алмазы могут рассматриваться как исходные кристаллы для получения бриллиантов 1-го и 2-го цвета. Количество их достигает не более 1—3 % от общего числа.
Каждый цветной бриллиант — совершенно уникальное произведение природы. Существуют редкие цвета алмазов: розовый, синий, зелёный и даже красный.
Примеры некоторых цветных бриллиантов:
- Дрезденский зелёный бриллиант,
- Жёлтый алмаз Тиффани,
- Портер-Родс (голубой).
- Алмаз Хоупа (синий)

## Отличия алмаза от имитаций

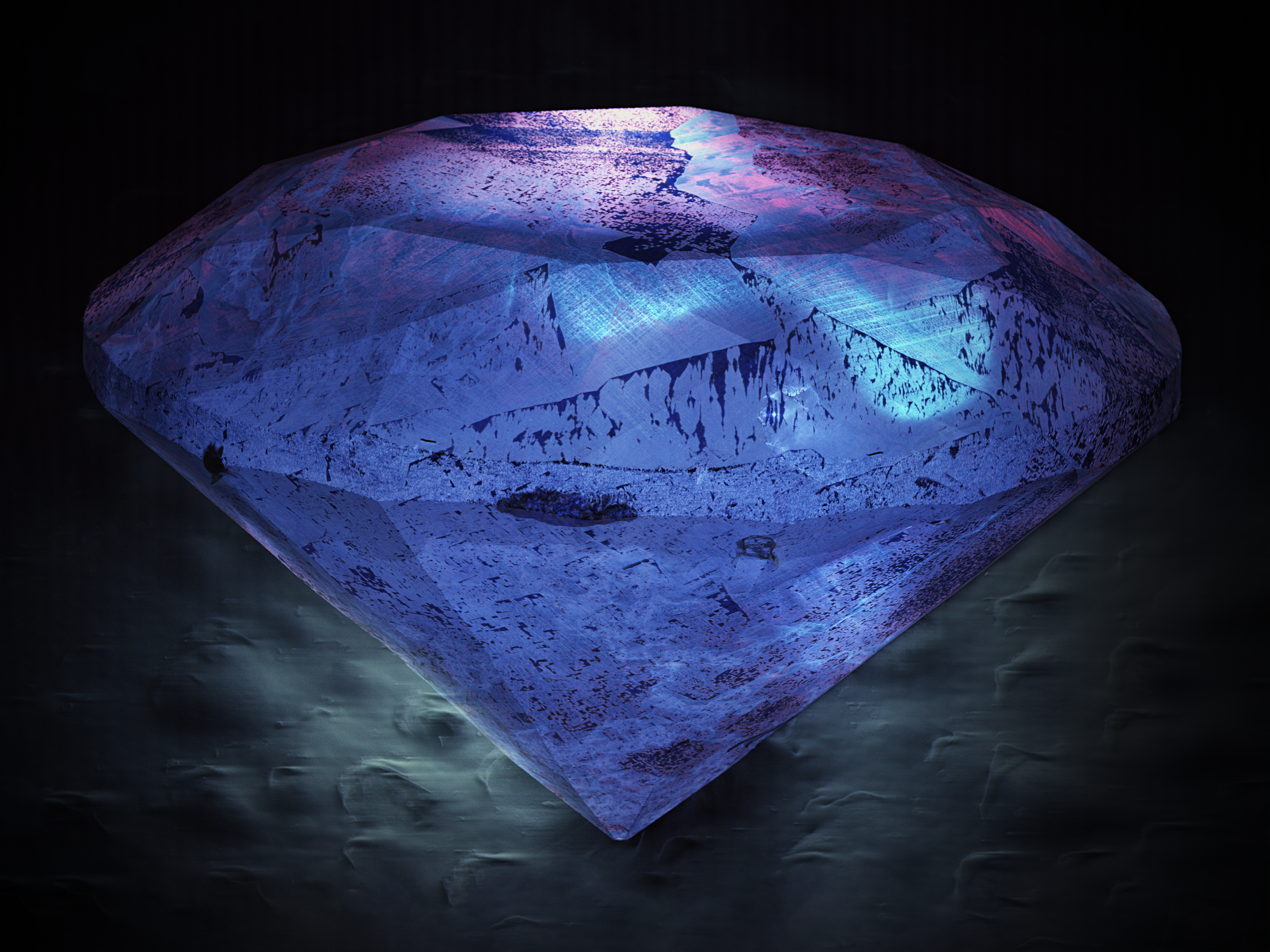
Катодолюминесценция огранённого алмаза

Алмаз сходен со многими бесцветными минералами — кварцем, топазом, цирконом, которые часто используются в качестве его имитаций. Отличается твёрдостью — это самый твёрдый из природных материалов (по шкале Мооса — 10), оптическими свойствами, прозрачностью для рентгеновских лучей, люминесценцией в рентгеновских, катодных, ультрафиолетовых лучах.
Благодаря высокому показателю преломления алмаз, погружённый в воду, чётко выделяется в ней, в отличие от минералов с низким показателем преломления, таких, как кварц.

## Нахождение алмазов в мире

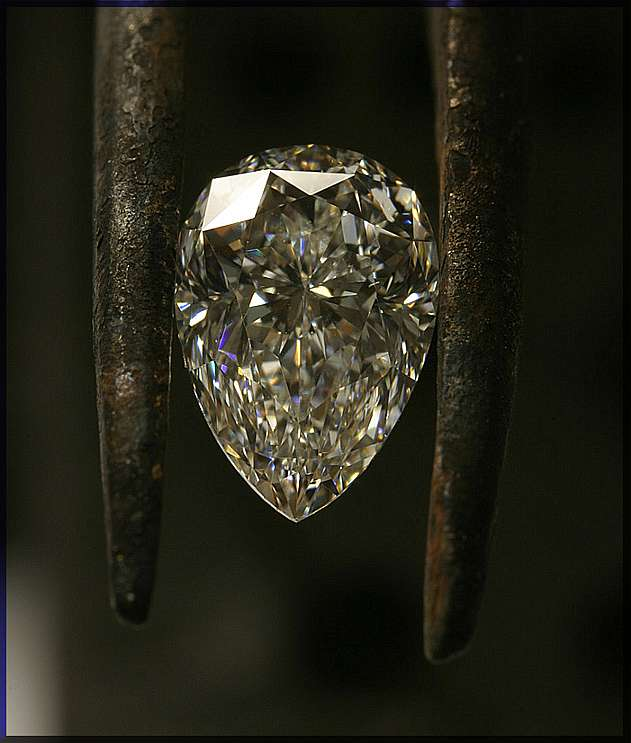
Обработанный алмаз

Алмаз — редкий, но вместе с тем довольно широко распространённый минерал. Промышленные месторождения алмазов известны на всех континентах, кроме Антарктиды. Известно несколько видов месторождений алмазов. Уже несколько тысяч лет назад алмазы в промышленных масштабах добывались из россыпных месторождений. Только к концу XIX века, когда впервые были открыты алмазоносные кимберлитовые трубки, стало ясно, что алмазы не образуются в речных отложениях.
О происхождении и возрасте алмазов до сих пор нет точных научных данных. Учёные придерживаются разных гипотез — магматической, мантийной, метеоритной, флюидной, есть даже несколько экзотических теорий. Большинство склоняется к магматической и мантийной теориям, к тому, что атомы углерода под большим давлением (как правило, 50 000 атмосфер) и на большой (примерно 200 км) глубине формируют кубическую кристаллическую решётку — собственно алмаз. Камни выносятся на поверхность вулканической магмой во время формирования так называемых «трубок взрыва».
Возраст алмазов может быть от 100 миллионов до 3,6 миллиардов лет.
Известны метеоритные алмазы внеземного, возможно, досолнечного происхождения. Алмазы также образуются при ударном метаморфизме при падении крупных метеоритов, например, в Попигайской астроблеме на севере Сибири.
Кроме этого, алмазы были найдены в кровлевых породах в ассоциациях метаморфизма сверхвысоких давлений, например в Кумдыкульском месторождении алмазов на Кокчетавском массиве в Казахстане.
И импактные, и метаморфические алмазы иногда образуют весьма масштабные месторождения, с большими запасами и высокой концентрацией. Но в этих типах месторождений алмазы мелки настолько, что не имеют промышленной ценности.

### Добыча и месторождения алмазов
Промышленные месторождения алмазов связаны с кимберлитовыми и лампроитовыми трубками, привязанными к древним кратонам. Основные месторождения этого типа известны в Африке (особенно в Южной Африке), России, Австралии и Канаде.
Прежде других стали известны месторождения алмазов в Индии, на востоке Деканского плоскогорья; эти месторождения уже к концу XIX века были очень сильно истощены. 
В ведической культуре алмазы сравнивали с небом, и если какой-либо человек находил алмаз, его начинали считать Великим Божеством.
В 1727 году были открыты богатейшие алмазные месторождения Бразилии, особенно в провинции Минас-Жерайс, у Теюке или Диамантины, также у Ла-Хапады в провинции Баия.
С 1867 года стали известны богатые месторождения Южной Африки — «Капские» алмазы. Алмазы были найдены возле современного города Кимберли в коренных отложениях, получивших названия кимберлитов. 16 июля 1871 года компания искателей алмазов расположилась на ферме братьев Де Бирс. Братья приобрели ферму ещё в годы начала алмазной лихорадки в регионе за 50 фунтов стерлингов, а в итоге продали за 60 000. Самым главным объектом алмазодобычи в районе Кимберли стала «Большая дыра» («Big Hole»), вырытая практически вручную нахлынувшими сюда старателями, численность которых достигла 50 тыс. чел. к концу XIX в. Каждый день до 30 тыс. искателей алмазов трудились здесь днями и ночами.

«Алмазная лихорадка» в Кимберли, 1870-е годы

С 1871—1914 годы они разработали примерно 2,722 тонны алмазов (14,5 миллиона карат), а в процессе разработки карьера ими было извлечено 22,5 млн тонн грунта. Позже новые алмазные трубки были найдены к северу от Кимберли — в Трансваале, в районе хребта Витватерсранд.
В 2006 году в мире было добыто 176 млн карат алмазов. В последние годы в отрасли был зафиксирован спад добычи.
Согласно материалам Кимберлийского процесса, мировая добыча алмазов в 2015 году составила 127,4 млн карат алмазов на сумму 13,9 млрд долларов (средняя стоимость карата около 108 $). Добыча алмазов (в стоимостном выражении) в странах-лидерах составляла:
- Россия — 4,2 млрд долларов;
- Ботсвана — 3,0 млрд долларов;
- Канада — 1,7 млрд долларов;
- ЮАР — 1,4 млрд долларов;
- Ангола — 1,2 млрд долларов.

По данным Кимберлийского процесса (КП), в 2018 году мировая добыча алмазов составила 148,4 млн карат на общую сумму 14,47 млрд долларов США (средняя стоимость добытых алмазов — 97 долларов США за карат).
| Страна   | Добыча, млн $ | Добыча, тыс. карат | Средняя цена $/карат |
| -------- | ------------- | ------------------ | -------------------- |
| Россия   | 3 983         | 43 161             | 92                   |
| Ботсвана | 3 535         | 24 378             | 145                  |
| Канада   | 2 098         | 23 194             | 90                   |
| ЮАР      | 1 228         | 9 908              | 124                  |
| Ангола   | 1 224         | 8 409              | 146                  |
| Намибия  | 1 125         | 2 397              | 469                  |

Три компании, южноафриканская De Beers, российская Алроса и австралийско-британская Rio Tinto совокупно контролируют около 70 % мировой добычи алмазов по состоянию на 2017 год. Лидером по стоимости добытых алмазов является южноафриканская компания De Beers — 5,8 млрд $ или около 37 % мировой добычи в 2017 году, в количественном выражении лидирующее положение занимает российская АЛРОСА с показателем в 39,6 млн карат.
Мощности действующих месторождений, степень их выработки и ожидаемый ввод в эксплуатацию новых рудников позволяют предположить, что в средне- и долгосрочной перспективе на мировом рынке будет наблюдаться превышение спроса над предложением.

### История добычи алмазов в России

Памятный знак на месте обнаружения первого в России алмаза

В России первый алмаз был найден 5 июля 1829 года на Урале, в Пермской губернии на Крестовоздвиженском золотом прииске четырнадцатилетним крепостным Павлом Поповым, который нашёл алмаз, промывая золото в шлиховом лотке. За полукаратный кристалл Павел получил вольную грамоту. Павел привёл участников экспедиции Александра Гумбольдта, включая графа Адольфа де Полье, на то место, где он нашёл первый алмаз, и там было найдено ещё два небольших кристалла. Сейчас это место называется Алмазный ключик (по одноимённому источнику) и расположено приблизительно в 1 км от посёлка Промысла́ недалеко от старой дороги, связывающей посёлки Промысла́ и Тёплая Гора Горнозаводского района Пермского края.

Алмазы открыты на Бисерском прииске при прибытии на завод графа Полье, который приказал промывать вторично грубые шлихи, остающиеся после промывки золотоносных песков. Бисерский чугуноплавильный и железоделательный завод, принадлежащий графине Полье, находится в Пермской губернии при реке Бисере, соединяющейся с Камой… Примечательнейший из приисков, ныне разрабатываемых, есть Адольфовский… Сей прииск открыт в 1829 году в мае месяце и находится близ устья Полуденки.— «Горный журнал»
За 28 лет дальнейших поисков на Урале был найден только 131 алмаз общим весом в 60 карат. Первый алмаз в Сибири был намыт также из шлиха неподалёку от города Енисейска в ноябре 1897 года на реке Мельничной. Размер алмаза составлял 2⁄3 карата. Из-за малого размера обнаруженного алмаза и недостатка финансирования разведка алмазов не велась. Следующий алмаз был обнаружен в Сибири в 1948 году.
Поиск алмазов в России вёлся почти полтора века, и только в середине 1950-х годов были открыты богатейшие коренные месторождения алмазов в Якутии. 21 августа 1954 года геолог Лариса Попугаева из геологической партии Наталии Николаевны Сарсадских открыла первую кимберлитовую трубку за пределами Южной Африки. Её название было символично — «Зарница».
Следующей стала трубка «Мир», что тоже было символично после Великой Отечественной войны. Была открыта трубка «Удачная». Такие открытия послужили началом промышленной добычи алмазов на территории СССР. На данный момент большая доля добываемых в России алмазов приходится на якутские горнообрабатывающие комбинаты. Кроме того, крупные месторождения алмазов находятся на территории Красновишерского района Пермского края, и в Архангельской области: месторождение им. Ломоносова на территории Приморского района и месторождение Верхотина (им. В. Гриба) на территории Мезенского района.
Открыто крупное Попигайское месторождение технических алмазов импактного происхождения, расположенное на границе Красноярского края и Якутии. Как утверждает Николай Похиленко (директор Института геологии и минералогии Сибирского отделения (СО) РАН), это месторождение содержит триллионы карат.
В октябре 2019 года в Якутии был найден алмаз-матрёшка, внутри которого свободно перемещается ещё один алмаз. Самые качественные алмазы в России добываются в Уральской алмазоносной провинции.
В 2023 году в породах кимберлитовой трубки «Удачная» в Якутии был найден алмаз, возраст которого был определён учёными в 3,6 миллиарда лет.

## Синтезированные алмазы
Обиходный термин «синтетические» алмазы не вполне корректен, так как искусственно выращенные алмазы по составу и структуре аналогичны природным (атомы углерода, собранные в кристаллическую решётку), то есть не состоят из синтетических материалов.

### Предпосылки и первые попытки
В 1694 году итальянские учёные Джон Аверани и К.-А. Тарджони при попытке сплавить несколько мелких алмазов в один крупный обнаружили, что при сильном нагревании алмаз сгорает, как уголь. В 1772 году Антуан Лавуазье установил, что при сгорании алмаза образуется диоксид углерода. В 1814 году Гемфри Дэви и Майкл Фарадей окончательно доказали, что алмаз является химическим родственником угля и графита.
Открытие натолкнуло учёных на мысль о возможности искусственного создания алмаза. Первая попытка синтеза алмаза была предпринята в 1823 году основателем Харьковского университета Василием Каразиным, который при сухой перегонке древесины при сильном нагреве получил твёрдые кристаллы неизвестного вещества. В 1893 году профессор К. Д. Хрущов при быстром охлаждении расплавленного серебра, насыщенного углеродом, также получил кристаллы, царапавшие стекло и корунд. Его опыт был успешно повторён Анри Муассаном, заменившим серебро на железо. Позже было установлено, что в этих опытах синтезировался не алмаз, а карбид кремния (муассанит), который имеет очень близкие к алмазу свойства.
В 1879 году шотландский химик Джеймс Хэнней обнаружил, что при взаимодействии щелочных металлов с органическими соединениями происходит выделение углерода в виде чешуек графита и предположил, что при проведении подобных реакций в условиях высокого давления углерод может кристаллизоваться в форме алмаза. После ряда экспериментов, в которых смесь парафина, костяного масла и лития длительное время выдерживалась в запаянной нагретой до красного каления стальной трубе, ему удалось получить несколько кристаллов, которые после независимого исследования были признаны алмазами. В научном мире его открытие не было признано, так как считалось, что алмаз не может образовываться при столь низких давлениях и температурах. Повторное исследование образцов Хэннея, проведённое в 1943 году с применением рентгеновского анализа, подтвердило, что полученные кристаллы являются алмазами, однако профессор К. Лонсдейл, проводившая анализ, вновь заявила, что эксперименты Хэннея являются мистификацией.

### Синтез

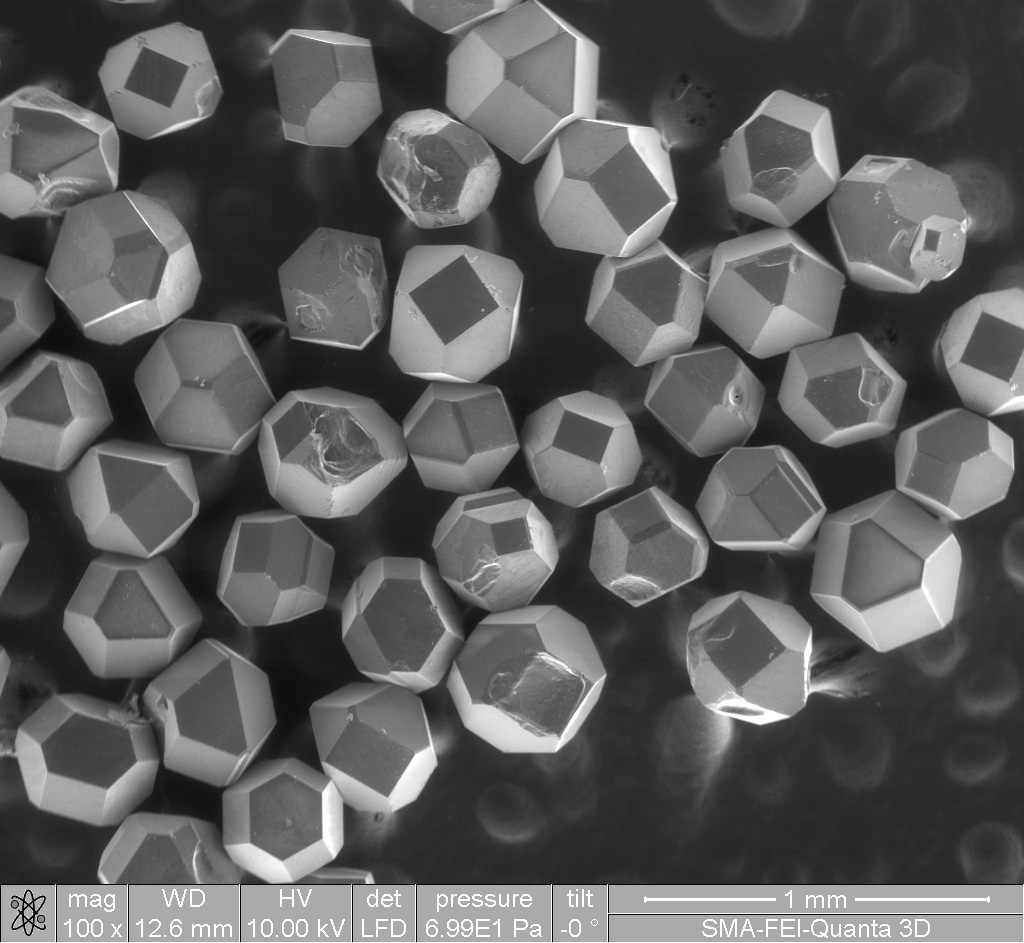
Изображение синтезированных алмазов, полученное на растровом электронном микроскопе

Первым в 1939 году выполнил термодинамический расчёт линии равновесия графит-алмаз советский физик Овсей Лейпунский, что послужило основой синтеза алмаза из графито-металлической смеси в аппаратах высокого давления (АВД). Данный метод искусственного получения алмазов впервые в 1953 году был осуществлён в лаборатории фирмы АСЕА (Швеция), затем в 1954 году в лаборатории американской фирмы «Дженерал Электрик» и в 1960 году — в Институте физики высоких давлений АН СССР (ИФВД) группой исследователей под руководством Леонида Фёдоровича Верещагина. Этот метод применяется во всём мире до сих пор.
В 1961 году, основываясь на научных результатах в синтезе алмазов, полученных в ИФВД, Валентин Николаевич Бакуль в Киеве в ЦКТБ твердосплавного и алмазного инструмента организовал выпуск первых 2000 карат искусственных алмазов; с 1963 года налажен их серийный выпуск.
Прямой фазовый переход графит → алмаз зафиксирован при ударно-волновом нагружении по характерному излому ударной адиабаты графита. В 1961 году появились первые публикации фирмы «DuPont» о получении алмаза (размер до 100 мкм) методом ударно-волнового нагружения с использованием энергии взрыва (в СССР этот метод был реализован в 1975 году в Институте сверхтвёрдых материалов АН Украины). Известна также технология получения алмазов методом детонационного нагружения при взрыве некоторых взрывчаток, например, троти́л, с отрицательным кислородным балансом, при котором алмазы образуются непосредственно из продуктов взрыва. Это наиболее дешёвый способ получения алмазов, однако «детонационные алмазы» очень мелкие (менее 1 мкм) и пригодны лишь для абразивов и напылений.
В настоящее время существует крупное промышленное производство синтетических алмазов, которое обеспечивает потребности в абразивных материалах. Для синтеза используется несколько способов. Один из них состоит в использовании системы металл (растворитель) — углерод (графит) при воздействии высоких давлений и температур, создаваемых с помощью прессового оборудования в твёрдосплавных АВД. Алмазы выкристаллизовываются при охлаждении под давлением из расплава, представляющего собой образующийся при плавлении металло-графитовой шихты перенасыщенный раствор углерода в металле. Синтезируемые таким образом алмазы отделяют от спёка шихты растворением металлической матрицы в смеси кислот. По этой технологии получают алмазные порошки различной зернистости для технических целей, а также монокристаллы ювелирного качества.
Современные способы получения алмазов из газовой фазы и плазмы, в основе которых лежат пионерские работы коллектива научных сотрудников Института физической химии АН СССР (Дерягин Б. В., Федосеев Д. В., Спицын Б. В.), используют газовую среду, состоящую из 95 % водорода и 5 % углеродсодержащего газа (пропана, ацетилена), а также высокочастотную плазму, сконцентрированную на подложке, где образуется сам алмаз (см. CVD-процесс). Температура газа от 700…850 °C при давлении в тридцать раз меньше атмосферного. В зависимости от технологии синтеза, скорость роста алмазов от 7 до 180 мкм/ч на подложке. При этом алмаз осаждается на подложке из металла или керамики при условиях, которые в общем стабилизируют не алмазную (sp3), а графитную (sp2) форму углерода. Стабилизация алмаза объясняется в первую очередь кинетикой процессов на поверхности подложки. Принципиальным условием для осаждения алмаза является возможность подложки образовывать стабильные карбиды (в том числе и при температурах осаждения алмаза: между 700 °C и 900 °C). Так, например, осаждение алмаза возможно на подложках из Si, W, Cr и невозможно (напрямую, либо только с промежуточными слоями) на подложках из Fe, Co, Ni.

## Применение
Огранённый алмаз (бриллиант) уже много веков является популярнейшим и дорогим драгоценным камнем. В подавляющей степени цена алмаза обусловлена крайне высокой монополизацией этого рынка, но не добытчиками алмазов, а огранщиками и торговцами бриллиантами. Все алмазодобывающие компании и страны добыли в 2016 г. алмазов на сумму 12,4 млрд долларов, в то время как экспорт алмазов в мире в 2016 году составил 116 млрд долларов. То есть алмазодобытчики получают 10 % доходов алмазного рынка, а 90 % доходов приходится на огранщиков и торговцев алмазами. Фирма «Де Бирс», на долю которой приходится около 20 % мировой добычи (2 место в мире), разрабатывает месторождения Ботсваны, ЮАР, Намибии и Танзании. На долю АЛРОСА, которая разрабатывает месторождения алмазов не только в России, но и в Анголе, Ботсване (ГРР), Зимбабве (ГРР), приходится 28 % добычи (1 место в мире). Австрало-канадская компания Rio Tinto добывает 13 %, Dominion Diamond (Канада) — 6 %, Petra Diamonds (ЮАР, Танзания, Ботсвана (ГРР)) добывает 3 %. Все прочие компании добывают 29 %. Подавляющая часть (по стоимости) природных алмазов используется для производства бриллиантов.
Исключительная твёрдость алмаза находит своё применение в промышленности: его используют для изготовления ножей, свёрeл, резцов, инденторов для выглаживателей и тому подобных изделий. Потребность в алмазе для промышленного применения вынуждает расширять производство искусственных алмазов. В последнее время проблема решается за счёт кластерного и ионно-плазменного напыления алмазных плёнок на режущие поверхности.
Алмазный порошок (как отход при обработке природного алмаза, так и полученный искусственно) используется как абразив для изготовления режущих и точильных дисков, кругов и т. д.
Также применяются в квантовых компьютерах, в часовой и ядерной промышленности.
Крайне перспективно развитие микроэлектроники на алмазных подложках. Уже есть готовые изделия, обладающие высокой термо- и радиационной стойкостью. Также перспективно использование алмаза как активного элемента микроэлектроники, особенно в сильноточной и высоковольтной электронике из-за большой величины пробивного напряжения и высокой теплопроводности.
При изготовлении полупроводниковых приборов на основе алмаза используются, как правило, допированные плёнки алмаза. Так, допированный бором алмаз имеет p-тип проводимости, фосфором — n-тип. Из-за большой ширины зоны алмазные светодиоды работают в ультрафиолетовой области спектра. Кроме того, алмазные подложки перспективны для использования в качестве подложек, например вместо кремниевых подложек, чтобы уменьшить рассеяние носителей заряда. 
В 2004 году в ИФВД РАН впервые синтезировали алмаз, имеющий сверхпроводящий переход при температуре 2—5 К (зависит от степени легирования). Полученный алмаз представлял собой сильнолегированный бором поликристаллический образец, позже в Японии получили алмазные плёнки, переходящие в сверхпроводящее состояние при температурах 4—12 К. Пока сверхпроводимость алмаза представляет интерес лишь с научной точки зрения.

### Огранка алмазов

Виды огранки алмазов

Огранённый алмаз называется бриллиантом.
Основными типами огранки являются:
- круглая (со стандартным числом 57 граней)
- фантазийная, к которой относятся такие виды огранки, как
  - «овальная»,
  - «груша» (одна сторона овала — острый угол),
  - «маркиза» (овал с двумя острыми углами, в плане похож на стилизованное изображение глаза),
  - «принцесса»,
  - «радиант»,
  - другие виды.

Форма огранки бриллианта зависит от формы исходного кристалла алмаза. Чтобы получить бриллиант максимальной стоимости, огранщики стараются свести к минимуму потери алмаза при обработке. В зависимости от формы кристалла алмаза, при его обработке теряется 55—70 % массы.
Применительно к технологии обработки, алмазное сырьё можно условно разделить на три большие группы:
1. «соублз» (англ. sawables) — как правило, кристаллы правильной октаэдрической формы, которые вначале должны быть распилены на две части, при этом получаются заготовки для производства двух бриллиантов;
2. «мэйкблз» (англ. makeables) — кристаллы неправильной или округлой формы, подвергаются огранке «одним куском»;
3. «кливаж» (англ. cleavage) — кристаллы с трещинами, перед дальнейшей обработкой раскалываются.

Основными центрами огранки бриллиантов являются: Индия, специализирующаяся преимущественно на мелких бриллиантах массой до 0,30 карата; Израиль, гранящий бриллианты массой более 0,30 карата; Китай, Россия, Украина, Таиланд, Бельгия, США, при этом в США производят только крупные высококачественные бриллианты, в Китае и Таиланде — мелкие, в России и Бельгии — средние и крупные. Подобная специализация сформировалась в результате различий в оплате труда огранщиков.

## В литературе
- «Человек, который делал алмазы» (англ. The Diamond Maker) — научно-фантастический рассказ Герберта Уэллса, впервые опубликованный 16 августа 1894 г.
- «Алмаз величиной с отель „Риц“» — фантастическая повесть Фрэнсиса Скотта Фицджеральда
- «Ведро алмазов» (англ. A Bucket of Diamonds; 1969) — фантастический рассказ Клиффорда Саймака